# Brisolée

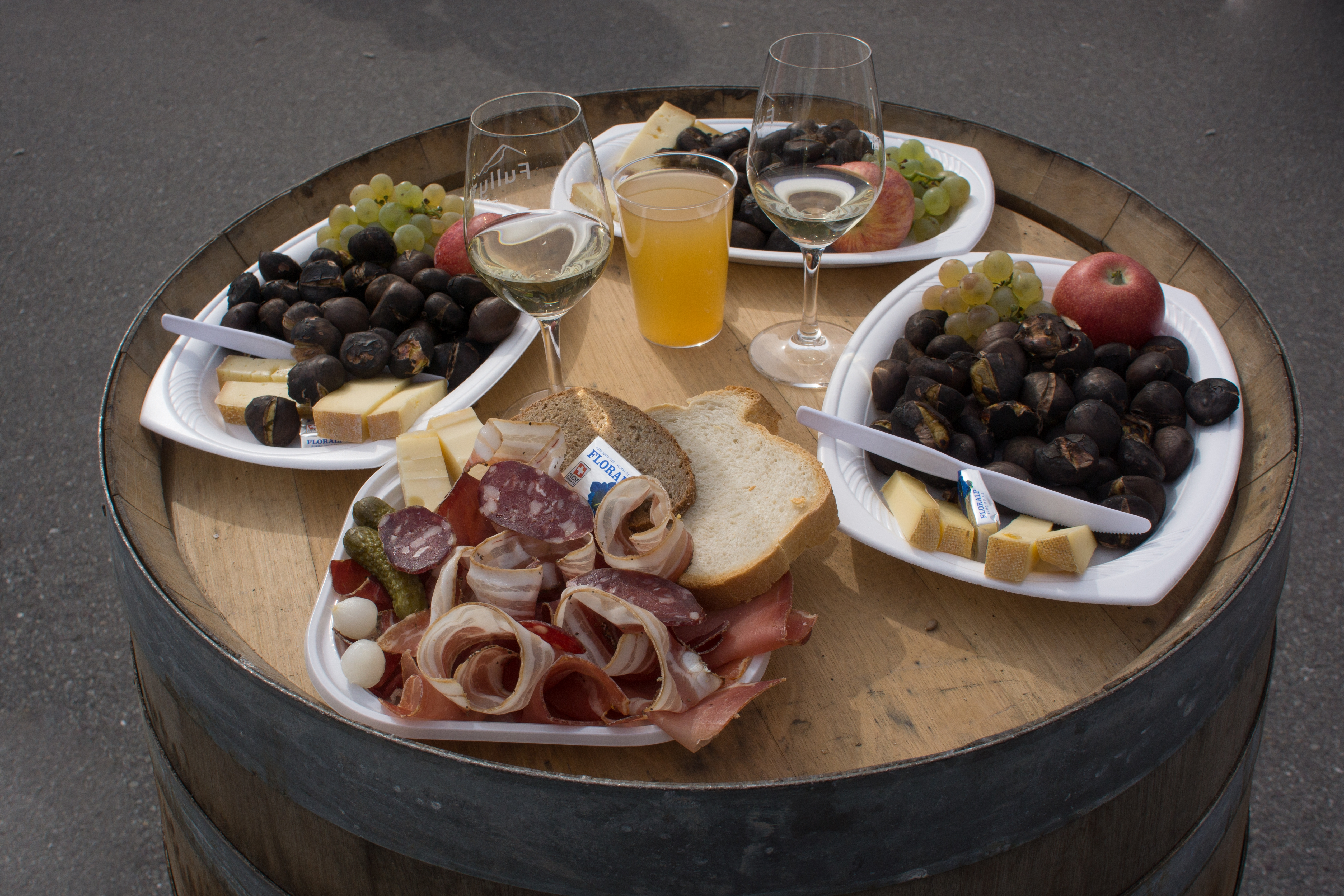
Une brisolée accompagnée de moût et de vin blanc.

La brisolée est un repas campagnard valaisan qui consiste en des châtaignes rôties servies avec divers accompagnements : fromage, viande séchée, fruits d'automne.

## Préparation
L'ustensile utilisé en Valais est un brisoloir. Le brisoloir peut avoir différentes formes, soit une poêle criblée de trous que l'on met sur un feu vif pour y brasser les châtaignes, soit un cylindre perforé dans lequel on a introduit les fruits et que l'on fait tourner sur un foyer à l'aide d'une manivelle. La personne qui prépare la brisolée est le brisoleur.

## Événements
Chaque année, une Fête de la châtaigne est organisée à Fully sur deux jours à la mi-octobre et également à Saint-Gingolph à la même période. Aux côtés de la raclette, de la liqueur et de la tarte aux châtaignes et du Fendant, la brisolée est la principale spécialité proposée aux 40 000 personnes y participant annuellement,.